# 제약산업

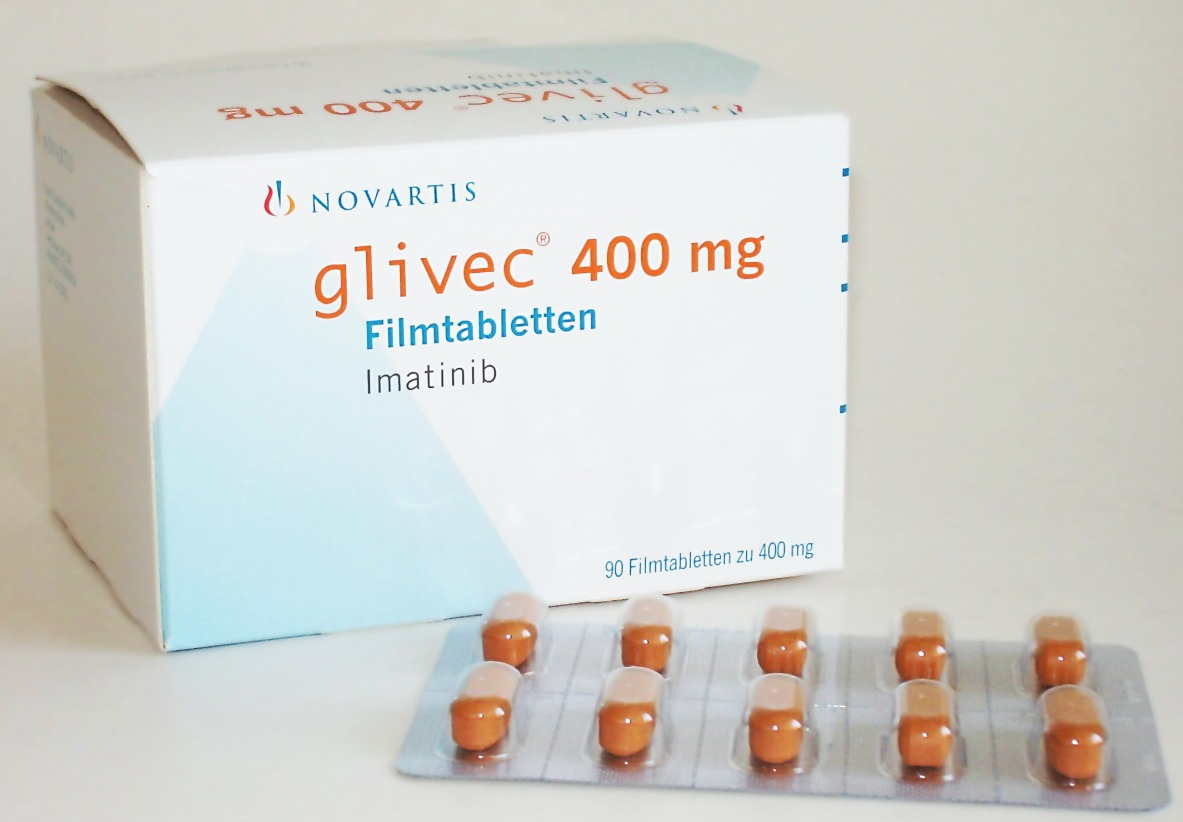
항암제 글리벡은 세계 상위권 제약사 노바티스가 판매하는 의약품이다.

제약산업(製藥産業, 영어: pharmaceutical industry)은 허가된 의약품을 개발, 생산, 판매하는 산업이다. 제약회사는 제네릭이나 브랜드 의약품과 의료 기기를 다룰 수 있도록 허가 받은 회사이다. 제약회사는 특허, 안전성과 유효성 시험, 의약품 판매 등에 대한 법에 의해 규제를 받는다. 제약(製藥)은 창약(創藥)이라고도 한다.

## 역사

### 1800년대 중반 - 1945: 식물학에서 첫 합성 의약품으로
근대 제약산업은 두 가지 뿌리를 갖고 있다. 첫째는 모르핀이나 퀴닌과 같은 생약을 다루던 지역 약국이 확장을 통해서 1800년대 중반 도매 생산을 하고, 현재 제약회사가 된 경우이다. 머크(Merck), 호프만-라 로슈(Hoffman-La Roche), 버로스 웰컴(Burroughs-Wellcome, 지금은 글락소스미스클라인에 합병되었다), 애벗 래버러토리스(Abbott Laboratories), 일라이 릴리(Eli Lilly), 업존(Upjohn, 지금은 화이자에 합병되었다)이 이와 같은 역사를 가진 회사들이다. 둘째는 1800년대 후반, 독일의 염료 생산자가 콜타르 등의 광물에서 유기 화합물을 정제해 내는 데 성공했고, 유기 합성의 가장 기초적인 방법들을 완성하면서 제약산업을 시작한 경우이다. 화학적 합성법의 개발은 화학자들이 구조를 합성할 수 있도록 했고, 약물학의 발달로 화학 구조의 변화가 미치는 생물학적인 영향을 평가할 수 있게 되었다.

#### 에피네프린, 노르에피네프린, 암페타민
1890년대에 부신의 추출물이 조직에 미치는 영향이 발견되었고, 화학적 신호 전달 방식과 이런 발견을 바탕으로 한 신약 개발 두 가지가 시작되었다. 신장 추출물이 혈압을 상승시키고 혈관을 수축시키는 효과에 대해 외과 의사들은 지혈제로서 관심을 보였다. 그리고 회사들이 부신 추출물을 정제하고 활성물질을 포함한 추출물을 기반으로 상품을 개발했다. 1897년 존스홉킨스대학(Johns Hopkins University)의 존아벨(John Abel)은 황산염 형태로 그가 정제한 에피네프린에 의한 활성이라고 확인했다. 산업 화학자 타카미네 조키치(Jokichi Takamine)는 순수한 에피네프린을 얻어내는 법을 개발하고 파크 데이비스(Parke Davis)에 사용을 허가했다. 파크 데이비스는 에피네프린을 아드레날린이라는 상품명으로 시판했다. 에피네프린은 천식 발작의 급성 치료에만 효과가 있다는 것이 밝혀졌고, 에피네프린 흡입제제는 미국에서 2011년까지(Primatene Mist) 시판되었다. 1929년 에피네프린은 비충혈제거용 흡입제로 제제화되었다.
주사용 노르에피네프린의 사용 조건은 제한적이었기 때문에 경구용 유도체를 찾게 되었다. 일본인 화학자가 마황에서 구조적으로 유사한 에페드린을 동정했고, 천식에 대한 경구약으로 일라이릴리(Eli Lilly)가 시판했다. 1929년 버로스웰컴(Burroughs-Wellcome)의 헨리 대일(Henry Dale)과 조지 바거(George Barger), 화학자 고든 앨리스(Gordon Alles)는 암페타민을 합성했고 천식 환자에게 시험했다. 그 약은 약한 항천식 효과만 발견되었지만, 흥분과 떨림의 부작용을 일으켰다. Smith, Kline and French는 암페타민을 비충혈 제거용 흡입제로 벤제드린이란 상품명으로 개발했다. 암페타민은 결국에 기면증, 뇌염후 파킨슨증, 그리고 우울증 등 정신의학적 적응증에서 기분 상승의 치료를 위해 개발되었다. 암페타민은 새롭고 비공식적인 치료법으로 미국 의사협회에서 1937년 승인받았고 삼환계 항우울제가 1960년대에 개발될 때까지 일반적으로 사용되었다.

#### 바르비투르산 계열의 발견과 개발

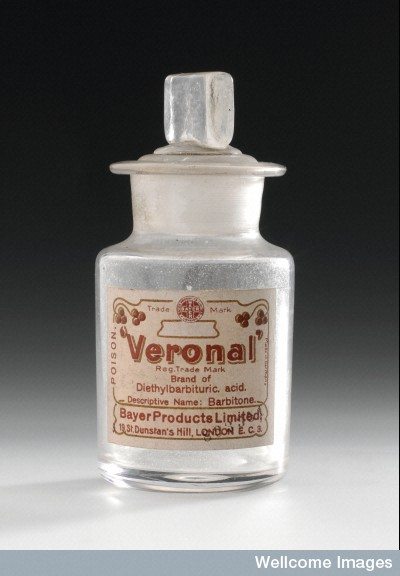
디에틸바르비투르산은 최초로 시판된 바르비투르산이다. 바이엘이 베로날이란 상품명으로 판매했다.

1903년 헤르만 에밀 피셔(Hermann Emil Fischer)와 요제프 폰 메링(Joseph von Mering)은 디에틸말론산, 옥시염화인, 요소의 반응으로부터 디에틸바르비투르산을 발견했다고 발표했다. 이 물질은 개를 잠들게 유도한다. 이 발견에 대한 특허는 바이엘이 허가받았고, 바이엘은 베로날이라는 상품명으로 수면유도제로서 1904년부터 판매를 시작했다. 효력과 효능에 대한 구조 변화의 영향에 대해 연구를 한 결과 1911년 바이엘은 페노바르비탈을 발견했고, 1912년 항뇌전증 활성을 발견했다. 페노바르비탈은 1970년대 뇌전증 치료를 위해 널리 쓰이는 약 중 하나였고, 2014년까지 세계보건기구(WHO)의 필수의약품 목록에 남아있다. 1950년대와 1960년대에 바르비투르산 계열과 암페타민에 대한 중독성과 남용 가능성에 대해 경각심이 높아졌고, 이 약 사용에 대한 규제가 증가하고 처방자에 대한 정부의 감시가 증가했다. 오늘날, 암페타민은 주의력결핍장애, 페노바르비탈은 뇌전증으로 주요 사용이 제한되어 있다.

#### 인슐린
1800년대 후반부터 1900년대 초반까지 일련의 실험들을 통해서 당뇨병은 췌장이 만드는 물질의 부족 때문에 발병한다는 것이 밝혀졌다. 1869년 오스카 민코스프키(Oscar Minkowski)와 요제프 폰 메링(Joseph von Mering)은 외과 수술을 통해 개의 췌장을 제거하면 당뇨병을 일으킬 수 있다는 것을 발견했다. 1921년 캐나다 교수 프레더릭 밴팅(Frederick Banting)과 그의 학생 찰스 베스트(Charles Best)는 연구를 반복했고, 나타난 증상은 췌장 추출물의 주사를 통해 반전된다는 것을 발견했다. 췌장 추출물이 사람에서도 작용한다는 것이 증명되었지만, 의료 절차로서 인슐린 요법의 개발은 지연되었다. 양과 재현할 수 있는 순도를 가진 인슐린을 생산하는 것이 어려웠기 때문이다. 일라이릴리앤컴퍼니(Eli Lilly and Company)의 화학자 조지 왈든(George Walden)은 추출물 pH의 조정을 통해서 상대적으로 순수한 인슐린을 생산할 수 있다는 것을 발견했다. 독립적으로 유사한 정제 방법을 개발한 토론토 대학과 학술적인 과학자들의 잠재적인 특허 도전의 압력 아래, 다양한 회사들에 의한 비독점적인 인슐린 생산에 대해서 합의가 이루어졌다. 인슐린 요법이 개발되고 널리 퍼지기 이전에는 당뇨병 환자의 기대수명이 몇 개월이었다.

#### 초기 항-감염 연구: 살바르산, 프론토실, 페니실린 그리고 백신
감염성 질병의 치료를 위한 의약품 개발이 초기 연구 개발의 주요 초점이었다; 1900년대 폐렴, 결핵, 설사는 미국의 세 가지 주요 사망 요인이었고 신생아 사망율은 10%를 넘었다.
1911년 베를린 실험적 요법 연구소(the Institute of Experimental Therapy in Berlin) 파울 에를리히(Paul Ehrlich)와 알프레드 베르타임(Alfred Bertheim)은 최초의 합성 항감염 의약품 아르스페나민을 개발했다. 이 의약품은 살바르산이라는 이름으로 판매되었다. 에를리히는 비소를 함유한 염료 중 비슷하게 선택적인 흡수 성질이 있는 물질이 있다면 박테리아 감염에 사용될 수 있을 것이라는 가설을 세웠다. 아르스페나민은 합성한 화합물 중 준비되었고, 부분적으로 선택적인 독성을 나타냈다. 아르스페나민은 매독 치료에 처음으로 효과적이라고 증명되었다. 매독은 이전에 치료할 수 없고 피부 궤양, 신경 손상, 사망으로 이끄는 질병이었다.
합성된 화합물의 화학적 구조를 다양화하고, 이 변화들의 생물학적 활성에 대해 접근하는 에를리히의 방식은 바이엘의 과학자 요세프 클라러(Josef Klarer), 프리츠 미츠시(Fritz Mietzsch), 게르하르트 도마크(Gerhard Domagk)를 포함한 산업계 과학자들에게 널리 추구되었다. 독일 염료 산업에서 구할 수 있는 화합물의 시험을 기반으로 하기도 했던, 이 작업은 프론토실의 발견으로 이끌었다. 프론토실은 대표적인 첫 설폰아마이드계 항생제다. 아르스페나민에 비해서, 설폰아마이드계 항생제는 비교적 넓은 활성 스펙트럼을 가지고 있고 독성도 낮은 편이어서, 스트렙토코커스와 같은 병원체에 의한 감염에 유용하다. 1939년 도마크는 이 발견으로 노벨 생리의학상을 받았다. 그렇더라도, 제2차 세계대전 이전에 일어난 감염성 질병의 감소는 맑은 물이나 덜 붐비는 주거 환경과 같은 공중 보건의 개선의 영향이 주요 원인이었다. 항감염 의약품과 백신의 영향은 주로 제 2차 세계대전 이후에 영향을 미쳤다.
1928년 알렉산더 플레밍(Alexander Fleming)은 페니실린의 항 박테리아 작용을 발견했지만, 질병의 치료를 위한 개발은 페니실린의 대량생산과 정제 방법을 개발할 때까지 기다려야 했다. 이 방법들은 미국과 영국 정부 주도로 의약품 회사들의 협력단에 의해 2차 대전 중에 개발되었다.
초기 백신의 개발로 이끈 진보는 이 기간에 일어났다. 초기에는 정부가 재정적으로 지원하는 기초 학술 연구로, 공통 전염성 질병을 일으키는 병원체의 식별을 향하고 있었다. 1885년 루이스 파스퇴르(Louis Pasteur)와 피에르 루(Pierre Paul Émile Roux)는 최초의 광견병 백신을 만들었다. 최초의 디프테리아 백신은 1914년에 디프테리아 독소와 (접종 받은 동물의 혈청으로부터 생산한) 디프테리아 항독소의 혼합물로부터 생산되었다. 하지만, 그 접종은 안전성의 경계에 있었고 널리 퍼지지 못했다. 미국은 1921년 한 해 동안 디프테리아 206,000 사례를 기록했고, 15,520명이 디프테리아로 목숨을 잃었다. 1923년 파스퇴르 연구소의 가스톤 라몬(Gaston Ramon)과 웰컴 연구 실험실(Wellcome Research Laboratories, 이후 글락소스미스클라인(GlaxoSmithKline)의 일부가 된다)의 알렉산더 글레니(Alexander Glenny)는 유사한 노력을 하게 되는데, 포름알데하이드로 처리한 디프테리아 독소로 더 안전한 백신을 발견했다. 1944년, 제약회사 스큅(Squibb Pharmaceuticals)의 모리스 힐만(Maurice Hilleman)은 최초의 일본뇌염 백신을 개발했다.  힐만은 이후에 머크(Merck and Company)로 이직하는데, 머크에서 그는 홍역, 볼거리, 수두, 풍진, A형 간염, B형 간염, 수막염에 대한 백신을 개발하는데 중요한 역할을 한다.

#### 의약품 안전과 초기 산업 규제

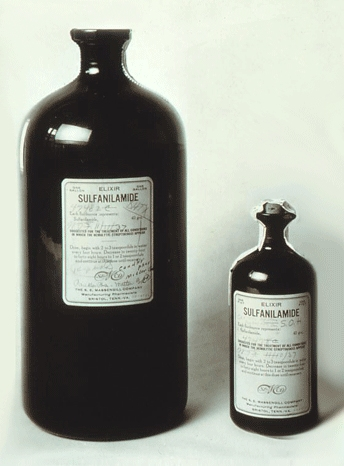
1937년, 독성 용매인 디에틸렌 글리콜에 제제화된 설파닐아마이드 항생제 용액을 삼키고, 100명이 넘는 사람들이 죽었다.

20세기 이전의 약들은 일반적으로 소규모 생산자들에 의해, 생산이나 안전성, 효능 등에 적은 규제 아래 만들어졌다. 그런 법률의 연장선에서 강제력도 느슨했다. 미국에서는, 증가된 백신과 기타 생물학적 의약품에 대한 규제는 오염된 수두 백신과 디프테리아 항독소의 유통에 의해 발생한 파상풍의 발생과 사망에 의해 시작되었다.

## 같이 보기
- 약국